# Клондайк (Орегон)
Клондайк (англ. Klondike) — невключённая территория, расположенная в округе Шерман штата Орегон, США. Расположен рядом с Уоско и крупнейшей в Орегоне ветряной электростанцией Клондайк, принадлежащей испанской энергетической компании Iberdrola. Электростанция включает 176 ветряных турбин. 

## История
Во время строительства этой железнодорожной станции компанией Columbia Southern Railway разнеслась информация об обнаружении золота на севере. В результате большинство строителей дезертировало со строительства и направилось на север в Клондайк. Так это поселение получило имя по реке  Клондайк. Поттер был первым почтмейстером, когда здесь была создана почта 11 января 1899 года.